# Kārsīdān
Kārsīdān (persiska: کارسيدان) är en ort i Iran.   Den ligger i provinsen Gilan, i den norra delen av landet, 220 km nordväst om huvudstaden Teheran. Antalet invånare är 868.
Terrängen runt Kārsīdān är mycket platt. Runt Kārsīdān är det ganska tätbefolkat, med 155 invånare per kvadratkilometer. Närmaste större samhälle är Lāhījān, 11,0 km söder om Kārsīdān. Trakten runt Kārsīdān består till största delen av jordbruksmark.